# ایزابلینو گرادین
ایزابلینو گرادین (انگلیسی: Isabelino Gradín; ۸ ژوئیهٔ ۱۸۹۷ – ۲۱ دسامبر ۱۹۴۴) بازیکن فوتبال اهل اروگوئه بود.
از باشگاه‌هایی که در آن بازی کرده‌است می‌توان به باشگاه فوتبال پنیارول اشاره کرد.
وی همچنین در تیم ملی فوتبال اروگوئه بازی کرده‌است.